# Deselvana falleni
Deselvana falleni är en insektsart som först beskrevs av Carl Stål 1858.  Deselvana falleni ingår i släktet Deselvana och familjen dvärgstritar. Inga underarter finns listade i Catalogue of Life.